# Али Шатранджи Самарканди
Али Шатранджи, настоящее имя Аладдин (Али) Тебризи, позднее получил имя Али Шатранджи Самарканди — средневековый мастер игры в шатрандж. Родился во второй половине XIV века в Тебризе, в Империи Тимуридов, умер в XV веке в Самарканде, в столице этого государства. Является одним из выдающихся шахматных мастеров, внесших большой вклад в мир шахмат. Автор трактата о шатрандже, в котором были собраны 60 мансуб.
Известен своей игрой в шатрандж при дворе Амира Тимура (Тамерлана) в Самарканде — основателя и правителя Империи Тимуридов. Был приглашен в Самарканд благодаря своему мастерству. По историческим данным, мог играть вслепую, мог играть одновременно с четырьмя соперниками. Ряд историков того периода называют Али Шатранджи лучшим игроком в шатрандж в тот период. Являлся постоянным участником шатранджных соревнований и собраний, организованных самим Тамерланом. После прибытия в Самарканд, был удостоен нисбе Самарканди, был объявлен устой (мастером) шатранджа. 